# Fencing response
La fencing response è una posizione innaturale assunta delle braccia a seguito di una commozione cerebrale.

## Descrizione
Immediatamente dopo l'applicazione di forze moderate al tronco encefalico, gli avambracci vengono tenuti flessi o estesi (tipicamente in aria) per un periodo che dura fino a diversi secondi dopo l'impatto. La fencing response è spesso osservata durante le competizioni atletiche che coinvolgono il contatto, quali sport da combattimento, football americano, hockey su ghiaccio, rugby a 15, rugby a 13 e football australiano.

## Applicazioni
Viene utilizzato come indicatore palese dell'entità della forza della lesione e della localizzazione del mesencefalo per facilitare l'identificazione e la classificazione delle lesioni per eventi, comprese le osservazioni sul campo e/o degli astanti di lesioni alla testa legate allo sport.